# Aydın
Pour les articles homonymes, voir Aydın (homonymie).
Pour la province, voir Aydın (province).
Aydın est une ville de Turquie, préfecture de la province du même nom bordant la mer Égée. Aux époques romaine et byzantine, elle était connue sous le nom de Tralles.  

## Histoire
La ville se situe dans l'antique Lydie. Selon Strabon, elle est fondée par les Thraces sous le nom de Tralles. Elle appartient à l'empire achéménide jusqu'à la conquête d'Alexandre le Grand. À l'époque hellénistique, les rois séleucides la renomment Séleucie du Méandre.
Sous l'Empire romain, elle prend le nom de Cæsarea puis durant la période byzantine redevient Tralles. Dans la seconde moitié du Ve siècle, un des architectes de Sainte-Sophie de Byzance, Anthémios de Tralles, y est né.
Ignace d'Antioche a écrit une lettre aux Tralliens à l'époque des Pères apostoliques.
La cité d'Aydın (l'antique Tralles) est contrôlée un temps par le beylik Menteşe et renommée Güzelhisar au XIIIe siècle. Elle est ensuite transférée à leurs voisins septentrionaux les Aydınoğullari qui la renomment d'après le fondateur de leur dynastie.
À l'époque ottomane, elle est rattachée au beylerbeylik d'Anatolie avant de devenir en 1827 le chef-lieu de l'eyalet d'Aydın qui devient en 1867 le vilayet d'Aydın. Elle est desservie en 1856 par un des premiers chemins de fer d'Asie qui la relie au port d'Izmir.
Pendant la guerre d'indépendance turque, environ 6 000 chrétiens et juifs furent sauvés par une religieuse catholique suisse, Marie-Louise Ruedin, en collaboration avec des notables turcs de la ville.

## Jumelage
- Montereau-Fault-Yonne (France)
- Le Havre (France)
- Manchester (Angleterre)

## Personnalités
- Osman Özköylü, footballeur turc
- Ridvan Dilmen, footballeur turc
- Nelly Sougioultzóglou, photographe grecque.
- Fatih Portakal, présentateur de télévision et journaliste turc.